# The Tao of Wu
The Tao of Wu to druga filozoficzna książka amerykańskiego rapera RZA członka Wu-Tang Clan. Jest to sequel The Wu-Tang Manual

## Treść
RZA opisał filozoficzną drogę do oświecenia. W książce używa tekstów hip-hopowych, autobiograficznych anegdot i przypowieści, aby wyjaśnić swoje zainspirowanie islamem, hinduizmem, buddyzmem, chrześcijaństwem i filozofią Dalekiego Wschodu. Wszystkie filozofie są wymieniane w siedmiu "Filarach Mądrości" (ang. Pillars of Wisdom), które RZA uważa za siedem kluczowych punktów zwrotnych w jego życiu. Liczba siedem w wierzeniu członków The Nation of Gods and Earths oznacza Boga.